# Kanton Bélâbre
Kanton Bélâbre (francouzsky Canton de Bélâbre) je francouzský kanton v departementu Indre v regionu Centre-Val de Loire. Tvoří ho sedm obcí.

## Obce kantonu
- Bélâbre
- Chalais
- Lignac
- Mauvières
- Prissac
- Saint-Hilaire-sur-Benaize
- Tilly